# The Company Men
The Company Men är en amerikansk långfilm från 2010 i regi av John Wells, med Ben Affleck, Tommy Lee Jones, Chris Cooper och Rosemarie DeWitt i rollerna.

## Handling
När det enorma företaget Global Transportation Systems ("GTX") börjar skära ner blir många anställda avskedade, bland dem Bobby Walker (Ben Affleck). Han börjar snart förlora delar av sin lyxiga tillvaro; till slut tvingas han sälja sitt stora hus och ta ett byggjobb hos sin svåger Jack Dolan (Kevin Costner). För dem som kunde behålla jobbet på GTX går det inte mycket bättre när andra vågen av avskedningar börjar genomföras.

## Rollista
| Ben Affleck       | – Bobby Walker    |
| Tommy Lee Jones   | – Gene McClary    |
| Chris Cooper      | – Phil Woodward   |
| Rosemarie DeWitt  | – Maggie Walker   |
| Maria Bello       | – Sally Wilcox    |
| LeShay Tomlinson  | – Juanita         |
| Craig T. Nelson   | – James Salinger  |
| Nancy Villone     | – Diane Lindstrom |
| Tom Kemp          | – Conal Doherty   |
| Dana Eskelson     | – Diedre Dolan    |
| Patricia Kalember | – Cynthia McClary |
| Anthony O'Leary   | – Drew Walker     |
| Cady Huffman      | – Joanna          |
| John Doman        | – Dysart          |
| Angela Rezza      | – Carson Walker   |
| Kent Shocknek     | – Herb Rittenour  |
| Tonye Patano      | – Joyce Robertson |
| Kathy Harum       | – Karen           |
| Lance Greene      | – Dick Landry     |